# Jazz in the Woods (Kansas)
Jazz in the Woods is een jaarlijks festival in de Amerikaanse stad Overland Park in Kansas.
Het festival wordt georganiseerd door de plaatselijke Rotary-club en is gericht op het inzamelen van middelen voor charitatieve instellingen die in de regio actief zijn.